# Zasole Bielańskie
Zasole Bielańskie (vilamovsky Błan Fjym Üwer) je vesnice v jižním Polsku ve Slezském vojvodství v okrese Bílsko-Bělá v gmině Wilamowice. Leží severovýchodně od Wilamowic mezi řekami Soła a Wilamówka.
Samostatná obec Zasole Bielańskie vznikla až v roce 1953, dříve se jednalo o levobřežní část („za Sołou“) vesnice Bielany. Ta je poprvé zmiňována v roce 1457 a patřila Osvětimskému knížectví. Z hlediska kulturně-geografického se Bielany a Zasole řadí k Malopolsku, resp. Západní Haliči.